# Collegio elettorale di Corigliano Calabro (Senato della Repubblica)
Il collegio di Corigliano Calabro fu un collegio elettorale uninominale della Repubblica Italiana per l'elezione del Senato della Repubblica. Apparteneva alla circoscrizione Calabria e fu utilizzato per eleggere un senatore nella XII, XIII e XIV legislatura.
Venne istituito nel 1993 con la cosiddetta Legge Mattarella (Legge n. 276, Norme per l'elezione del Senato della Repubblica), attuata in seguito al referendum abrogativo del 1993. La legge istituì per la Camera dei deputati e per il Senato della Repubblica un sistema di elezione misto, in parte maggioritario e in parte proporzionale. Il 75% dei parlamentari dell'assemblea veniva eletto in collegi uninominali tramite sistema maggioritario a turno unico; il restante 25% al Senato veniva eletto tramite recupero proporzionale dei più votati non eletti attraverso un meccanismo di calcolo denominato "scorporo", cioè sottraendo dal conteggio dei voti totali di una lista nella parte proporzionale i voti ottenuti dai candidati collegati alla medesima lista che erano eletti nei collegi uninominali con il sistema maggioritario.
Il collegio venne abolito insieme a tutti gli altri che costituivano il Senato con la promulgazione della legge elettorale successiva, la cosiddetta Legge Calderoli. Questa prevedeva un sistema proporzionale con premio di maggioranza, che al Senato veniva attribuito a livello regionale.

## Territorio
Il collegio di Corigliano Calabro era uno degli 8 collegi uninominali in cui era suddivisa la Calabria e, come previsto dal D.Lgs. del 20 dicembre 1993 n. 535, era interamente compreso nella provincia di Cosenza e comprendeva i seguenti comuni: Acri, Albidona, Alessandria del Carretto, Amendolara, Bocchigliero, Calopezzati, Caloveto, Campana, Canna, Cariati, Cassano all'Ionio, Castroregio, Cerchiara di Calabria, Corigliano Calabro, Cropalati, Crosia, Francavilla Marittima, Longobucco, Mandatoriccio, Montegiordano, Nocara, Oriolo, Paludi, Pietrapaola, Plataci, Rocca Imperiale, Roseto Capo Spulico, Rossano, San Cosmo Albanese, San Demetrio Corone, San Giorgio Albanese, San Giovanni in Fiore, San Lorenzo Bellizzi, San Lorenzo del Vallo, Santa Sofia d'Epiro, Scala Coeli, Spezzano Albanese, Terranova da Sibari, Terravecchia, Trebisacce, Vaccarizzo Albanese e Villapiana

## Eletti
| Elezione | Elezione | Senatore      | Partito               |
| -------- | -------- | ------------- | --------------------- |
|          | 1994     | Cesare Marini | Progressisti (PSI/SI) |
|          | 1996     | Cesare Marini | L'Ulivo (SI/SDI)      |
| 2001     |          | Cesare Marini | L'Ulivo (SI/SDI)      |

## Dati elettorali

### XII legislatura
|                               | Cesare Marini ✔️ Eletto | Progressisti                          | 42 443  | 43,62 |  |  |  |  |  |
|                               | Pasqualino Biafora      | Polo del Buon Governo                 | 24 210  | 24,88 |  |  |  |  |  |
|                               | Antonio Mundo           | Patto per l'Italia                    | 20 995  | 21,57 |  |  |  |  |  |
|                               | Fabio Carignola         | Movimento Federalista Calabria Libera | 9 664   | 9,93  |  |  |  |  |  |
| Totale                        | Totale                  | Totale                                | 97 312  | 100   |  |  |  |  |  |
|                               |                         |                                       |         |       |  |  |  |  |  |
| Voti non validi               | Voti non validi         | Voti non validi                       | 21 626  | 18,18 |  |  |  |  |  |
| Votanti                       | Votanti                 | Votanti                               | 118 938 | 70,74 |  |  |  |  |  |
| Elettori                      | Elettori                | Elettori                              | 168 138 |       |  |  |  |  |  |
|                               |                         |                                       |         |       |  |  |  |  |  |
| Data: 27-28 marzo 1994        |                         |                                       |         |       |  |  |  |  |  |
| Fonte: Ministero dell'interno |                         |                                       |         |       |  |  |  |  |  |

### XIII legislatura
|                               | Cesare Marini ✔️ Eletto      | L'Ulivo                            | 49 765  | 52,17 |  |  |  |  |  |
|                               | Nicola Barone                | Polo per le Libertà                | 35 966  | 37,71 |  |  |  |  |  |
|                               | Alberto Enzo Eugenio Tassone | Movimento Sociale Fiamma Tricolore | 5 350   | 5,61  |  |  |  |  |  |
|                               | Nino Rosario Amerise         | Socialista                         | 4 306   | 4,51  |  |  |  |  |  |
| Totale                        | Totale                       | Totale                             | 95 387  | 100   |  |  |  |  |  |
|                               |                              |                                    |         |       |  |  |  |  |  |
| Voti non validi               | Voti non validi              | Voti non validi                    | 17 833  | 15,75 |  |  |  |  |  |
| Votanti                       | Votanti                      | Votanti                            | 113 220 | 65,46 |  |  |  |  |  |
| Elettori                      | Elettori                     | Elettori                           | 172 970 |       |  |  |  |  |  |
|                               |                              |                                    |         |       |  |  |  |  |  |
| Data: 21 aprile 1996          |                              |                                    |         |       |  |  |  |  |  |
| Fonte: Ministero dell'interno |                              |                                    |         |       |  |  |  |  |  |

### XIV legislatura
|                               | Cesare Marini ✔️ Eletto | L'Ulivo                              | 42 993  | 40,06 |  |  |  |  |  |
|                               | Francesco Samengo       | Casa delle Libertà                   | 39 712  | 37,01 |  |  |  |  |  |
|                               | Aldo Pucci              | Partito della Rifondazione Comunista | 7 884   | 7,35  |  |  |  |  |  |
|                               | Maria Salvati           | Democrazia Europea                   | 6 283   | 5,85  |  |  |  |  |  |
|                               | Maurizio Feraudo        | Lista Di Pietro                      | 6 125   | 5,71  |  |  |  |  |  |
|                               | Agostino Guzzo          | Fiamma Tricolore                     | 2 782   | 2,59  |  |  |  |  |  |
|                               | Giorgio Serra           | Lista Pannella-Bonino                | 1 105   | 1,03  |  |  |  |  |  |
|                               | Umberto Condoleo        | Libdem. Basta                        | 428     | 0,40  |  |  |  |  |  |
| Totale                        | Totale                  | Totale                               | 107 312 | 100   |  |  |  |  |  |
|                               |                         |                                      |         |       |  |  |  |  |  |
| Voti non validi               | Voti non validi         | Voti non validi                      | 18 126  | 14,45 |  |  |  |  |  |
| Votanti                       | Votanti                 | Votanti                              | 125 438 | 68,73 |  |  |  |  |  |
| Elettori                      | Elettori                | Elettori                             | 182 505 |       |  |  |  |  |  |
|                               |                         |                                      |         |       |  |  |  |  |  |
| Data: 13 maggio 2001          |                         |                                      |         |       |  |  |  |  |  |
| Fonte: Ministero dell'interno |                         |                                      |         |       |  |  |  |  |  |